# Lanche (Sondorillo)
Lanche es un caserío peruano ubicado en el distrito de Sondorillo, perteneciente a la provincia de Huancabamba del departamento de Piura, al norte del Perú. 

## Ubicación
Lanche se ubica al norte de la provincia de Huancabamba, en el distrito de Sondorillo, en el departamento de Piura.

## Demografía
En 2017 Lanche tenía una población de 453 habitantes.
| Gráfica de evolución demográfica de Lanche entre 1993 y 2017 |
|                                                              |
| Fuentes: Población 1993 y 2017                               |